# Xypechtia testacea
Xypechtia testacea är en insektsart som beskrevs av Sjöstedt 1921. Xypechtia testacea ingår i släktet Xypechtia och familjen gräshoppor. Inga underarter finns listade i Catalogue of Life.